# Sabacon sergeidedicatus
Sabacon sergeidedicatus is een hooiwagen uit de familie Sabaconidae.